# Bataille de Damas
Pour les articles homonymes, voir Siège de Damas.
Guerre civile syrienne
Batailles
La bataille de Damas désigne une offensive rebelle dans la capitale syrienne dans le cadre de la guerre civile syrienne. Elle oppose les forces pro-Assad composées des soldats de l'armée régulière, des services de renseignement et des milices aux rebelles de l'Armée syrienne libre.
Cette bataille débute le 15 juillet 2012 par l'entrée des rebelles dans la capitale syrienne. Les combats durent deux semaines, mais l'offensive est un échec : l'armée syrienne reprend le contrôle du centre de la ville est les rebelles sont repoussés en périphérie.

## Prélude et forces en présence
L'offensive est baptisée « Le volcan de Damas et le séisme de Syrie » par l'Armée syrienne libre. Les rebelles décident alors de tenter de remporter un coup décisif en s'emparant de la capitale,. Selon Kassem Saadeddine, porte-parole du commandement de l'Armée syrienne libre (ASL), 2 500 combattants sont mobilisés dans l'opération. Cependant ils ne disposent que d'armes légères et si certains combattants sont des déserteurs de l'armée syrienne, d'autres sont totalement inexpérimentés.
Pour les chercheurs et universitaires Adam Baczko, Gilles Dorronsoro et Arthur Quesnay, « la bataille de Damas résulte d'une demande des soutiens arabes et occidentaux de l'insurrection, qui estiment qu'une poussée sur la capitale peut faire tomber le régime. Les révolutionnaires s'engagent donc dans une attaque frontale contre les divisions les plus aguerries du régime ». 
L'armée syrienne mobilise principalement dans les combats les 40 000 hommes de la 4e division blindée, dirigée par le général Maher el-Assad, le frère du président du Bachar el-Assad.

## Déroulement

### Début de l'offensive
Des escarmouches précèdent la bataille. Le 12 juillet, l'armée syrienne tire des obus de mortier sur des vergers à al-Laouane et Basatine, aux abords du quartier de Kfar Soussé, au sud de Damas. Le 14 avril, des combats éclatent dans le quartier de Hajar al-Aswad, également au sud de Damas.
L'offensive rebelle débute le 15 juillet : des milliers de rebelles s'infiltrent dans la capitale et prennent le contrôle de plusieurs quartiers. Les combats touchent particulièrement les quartiers de Midane, Tadamon, Mazzé, Hajar al-Aswad, Aassali, et Qadam au sud et au sud-ouest de Damas, ainsi que celui de Qaboun, à l'est,,,. L'armée déploie aussitôt des chars dans les rues de la capitale, les rebelles s'abritent alors dans des ruelles inaccessibles aux chars et aux blindés, tandis que des habitants favorables à l'insurrection brûlent des pneus dans les rues pour entraver les mouvements des forces de sécurité.
Le 17 juillet, des hélicoptères interviennent dans la bataille,. Les rebelles revendiquent le même jour la destruction d'un appareil,.
Le 18 juillet, les combats se rapprochent du palais présidentiel, dans le quartier de Mazzé. Le même jour, dans le quartier de Rawda, au centre de Damas, une bombe explose au siège de la Sécurité nationale lors d'une réunion de crise : Daoud Rajha, ministre de la Défense ; Assef Chaoukat, vice-ministre de la Défense et beau-frère du président Bachar el-Assad ; le général Hassan Turkmani, chef de la cellule de crise, et Hicham Ikhtiar, le chef de la Sécurité nationale, sont tués ou mortellement blessés,. L'attaque est revendiquée à la fois par l'Armée syrienne libre et par le groupe islamiste Liwa al-Islam,. L'attentat porte un coup sévère au régime.
Le 19 juillet, les loyalistes ripostent : l'artillerie et les hélicoptères pilonnent les zones rebelles. Les loyalistes lancent aussi l'assaut contre le quartier de Qaboun, à l'est de Damas. Mais le même jour, les insurgés prennent d'assaut le siège de la police de la province de Damas, qui est pillé et incendié. Des combats éclatent aussi près du siège du gouvernement et près des bureaux du Premier ministre.

### La contre-offensive de l'armée
Le 20 juillet, l'armée syrienne lance la contre-offensive. Les loyalistes reprennent le contrôle du quartier de Midane et pénètrent dans le quartier Jobar, à l'est, ainsi que dans celui de Kfar Soussé au sud-ouest. Les combats se poursuivent à Roukneddine au nord, et à Mazzé et Daraya au sud-ouest.
Le 23 juillet, plus d'un millier de soldats de la 4e division blindée et de miliciens chabiha reprennent les quartiers de Mazzé et Barzé. Selon des opposants, les loyalistes exécutent sommairement au moins 20 jeunes hommes à Mazzé, tandis que d'autres exécutions ont lieu à Barzé.
Au sud, les loyalistes reprennent Qadam et Aassali le 24 juillet,. Les combats se poursuivent à Hajar al-Aswad, qui est bombardée le 25 juillet. Le 26 juillet, des combats éclatent dans le quartier et ancien camp de réfugiés palestiniens de Yarmouk. Hajar al-Aswad est reconquis le 29 juillet.
Le 3 août, les loyalistes attaquent le quartier de Tadamon et le reprennent le lendemain. L'armée syrienne annonce alors avoir repris la totalité de Damas.

### Vidéographie
- [vidéo] Revoir le reportage : "La bataille de Damas", France 24, 27 décembre 2017.